# Maria Caspar-Filser

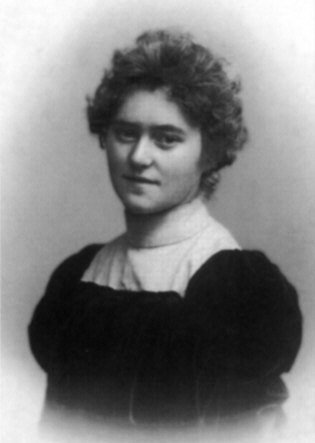
Maria Filser, um 1900

Maria Caspar-Filser (* 7. August 1878 in Riedlingen; † 12. Februar 1968 in Brannenburg) war eine deutsche Malerin der Moderne. Sie gehörte zu den Gründungsmitgliedern der Neuen Münchener Sezession und war vom Impressionismus und Expressionismus beeinflusst. Als erste deutsche Malerin wurde sie 1925 zur Professorin ernannt. In der Zeit des Nationalsozialismus wurden ihre Werke als „Entartete Kunst“ diffamiert und aus den Museen entfernt. Nach Kriegsende wurde sie mehrfach ausgezeichnet.

## Leben und Werk

### Ausbildung und Familie
Sie wurde als Tochter des Oberamtmanns Josef Filser geboren. Ihr jüngerer Bruder Benno Filser war später in Augsburg und München als Verleger tätig. Da ihr Vater mehrmals beruflich versetzt wurde, wuchs sie in ihrer Jugend in Riedlingen, Bad Buchau, Ulm, Heidenheim an der Brenz und Balingen auf. In Heidenheim lernte sie ihren späteren Ehemann, den Maler Karl Caspar, kennen. Sie studierte von 1896 bis 1903/1904 an der Königlichen Akademie der bildenden Künste Stuttgart bei Friedrich von Keller, Gustav Igler und Ludwig von Herterich. 1905 lernte sie in Paris Paul Cézanne und Vincent van Gogh kennen. Ihre erste Einzelausstellung fand bereits 1905 statt.
Sie heiratete 1907 Karl Caspar in Balingen. Zwischen 1907 und 1909 wohnte das Ehepaar zeitweilig in München, Balingen und Gottlieben/Schweiz und ab 1909 nur noch in München. 1917 wurde die Tochter Felizitas (Köster-Caspar) geboren.

### Malerin
1909 wurde Maria Caspar-Filser Mitglied des Deutschen Künstlerbundes. 1913 zählte sie als einzige Frau zu den Gründungsmitgliedern der Künstlergruppe Neue Münchener Secession (vgl. Münchener Secession). Als erste deutsche Malerin wurde sie 1925 zur Professorin ernannt und lehrte an der Akademie der Bildenden Künste München. 1923 nahm sie an der Internationalen Kunstausstellung Rom teil und stellte zwischen 1924 und 1928 dreimal auf der Biennale in Venedig aus. 1927 wurde sie in den Vorstand des Deutschen Künstlerbundes gewählt.
1929 erwarb die Familie das Landhaus in Brannenburg. Mit ihrem Ehemann verbrachte sie häufig ihre Sommerferien in Hödingen, sie besuchten dort u. a. Paul Renner, Fritz Spannagel und Maria Gundrum.
Obsternte von Maria Caspar-Filser (undatiert) früher im Bestand der Staatsgalerie Stuttgart, 1922 erworben, 1937 als „entartet“ beschlagnahmt

Link zum Bild

1936 wurden ihre von Impressionismus und Expressionismus gleichermaßen beeinflussten Gemälde und Graphiken aus einer Ausstellung in der Neuen Pinakothek von den Nationalsozialisten als „entartet“ gebrandmarkt und entfernt, und 1937 wurden in der Aktion „Entartete Kunst“ acht ihrer Bilder aus öffentlichen Sammlungen beschlagnahmt.
Während einer Abwesenheit ihres Mannes wurde ihr „sein“ Antrag auf vorzeitige Versetzung in den Ruhestand diktiert. Unter diesen Umständen begann sie 1939, sich mit ihrer Familie in das bisherige Ferienhaus in Brannenburg zurückzuziehen, wo sie bis zu ihrem Tode blieb. Während des Krieges erhielten die Caspars keine Bezugsscheine für Malmaterial. Ihr Mann verzichtete deshalb auf das Malen, um ihr zu ermöglichen, die wenigen Leinwände und Ölfarben zu nutzen, die sie von Schülern und dem künftigen Schwiegersohn erhielten.
Nach dem Krieg beteiligte sich Maria Caspar-Filser 1948 wieder an der Biennale in Venedig. Sie zählte zu den Gründungsmitgliedern des Deutschen Künstlerbundes 1950 und nahm an dessen erster Jahresausstellung 1951 in Berlin mit drei Ölbildern (Winternacht im Atelier, Stilleben und Herbstlandschaft) teil. Im selben Jahr wurde sie Mitglied der Bayerischen Akademie der Schönen Künste.
Maria Caspar-Filser starb am 12. Februar 1968 im Alter von 89 Jahren in Brannenburg.

## Ausstellungen (Auswahl)
Teilnahme an Gemeinschaftsausstellungen:
- 1923: Internationale Kunstausstellung, Rom
- 1924, 1926, 1928: Biennale di Venezia
- 1929: Galerie Caspari, München[1]
- 1929: Museum der Stadt Ulm[1]
- 1948: Biennale di Venezia
- 1951: Galerie der Stadt Stuttgart[1]

Obwohl sie zu Lebzeiten als Malerin erfolgreich war und vielfach ausgezeichnet worden ist, gehört sie zu denjenigen Frauen in der Kunst, die zeitweise fast in Vergessenheit geraten waren. Erst 2013 wurden ihre Werke – erstmals nach über zwei Jahrzehnten – wieder öffentlich gezeigt. Diese Ausstellung ihrer Bilder fand von März bis Juli 2013 im Kunstmuseum Hohenkarpfen statt. Sie wurde in Kooperation mit der Stadt Ochsenhausen organisiert, wo im Kloster Ochsenhausen eine weitere Ausstellung stattfand. In der Kunsthalle Bielefeld war sie Anfang 2016 in der Gemeinschaftsausstellung Einfühlung und Abstraktion. Die Moderne der Frauen in Deutschland vertreten.

## Auszeichnungen und Ehrungen
- 1947 erhielt Maria Caspar-Filser den Förderpreis für Bildende Kunst der Landeshauptstadt München.
- Gemeinsam mit ihrem Ehemann erhielt sie 1952 den Oberschwäbischen Kunstpreis.[1]
- 1958 wurde sie Ehrenmitglied der Bayerischen Akademie der Bildenden Künste.
- 1959 erhielt sie als erste Malerin das Große Bundesverdienstkreuz der Bundesrepublik Deutschland.
- Anlässlich einer Ausstellung im Musée National d’Art Moderne wurde ihr 1961 die Médaille de la Ville de Paris verliehen.
- 1962 wurde sie mit dem Kulturpreis der Stadt Rosenheim ausgezeichnet.[10]
- Anlässlich der Sommerausstellung im Haus der Kunst wurde ihr 1963 der Burda-Preis verliehen.[3]
- Ihre Heimatgemeinde Brannenburg benannte die örtliche Grund- und Mittelschule Maria-Caspar-Filser-Schule (MCF).[11]
- Die Stadt Hannover benannte 2012 im Stadtteil Groß-Buchholz eine Straße nach ihr.

## Werke (Auswahl)

### 1937 als „entartet“ aus öffentlichen Sammlungen beschlagnahmte Werke

#### Tafelbilder
- Unter dem Christbaum (Tafelbild; Bayerische Staatsgemälde-Sammlung München; Verbleib ungeklärt)
- Landschaft bei Baldern (Öl auf Leinwand, 81 × 111 cm, 1932; Bayerische Staatsgemälde-Sammlung München; 1937 in München in der Ausstellung „Entartete Kunst“ vorgeführt. Nach 1945 sichergestellt und Stand Januar 2020 zur Restitution im Kulturhistorischen Museum Rostock)
- Maiabend / Nach dem Gewitter (Öl auf Leinwand, 66 × 96 cm, 1932; Bayerische Staatsgemälde-Sammlung München; Verbleib ungeklärt)
- Obsternte (Öl auf Leinwand, 180 × 130 cm; Württembergische Staatsgalerie Stuttgart; 1939 zur „Verwertung“ auf dem Kunstmarkt an den Kunsthändler Bernhard A. Böhmer, Verbleib ungeklärt)
- Schwäbische Herbstlandschaft – Überlinger See (Öl auf Leinwand, 66,5 × 91 cm; 1923; Stadtmuseum Ulm; Verbleib ungeklärt)

#### Lithografien
- Abfahrt der Freiwilligen (Kunstsammlungen der Stadt Düsseldorf; vernichtet)
- Römische Landschaft (16,3 × 21,3 cm, um 1912; Museum für Kunst und Kunstgewerbe Stettin; vernichtet)
- Marsch durch ein brennendes Dorf (aquarelliert, 1914; Blatt 11 der 1. Mappe Kriegsbilderbogen Münchner Künstler, Goltzverlag, München, 1914; vier Exemplare aus der Anhaltische Gemäldegalerie Dessau, dem Kestner-Museum Hannover und dem Kaiser-Friedrich-Museum Magdeburg. Ein Exemplar 1941 zur „Verwertung“ auf dem Kunstmarkt an Bernhard A. Böhmer, Verbleib unbekannt. Verbleib von zwei Exemplaren gleichfalls ungeklärt. Ein Exemplar vernichtet.)

### Werke in öffentlichen Sammlungen
Werke von Caspar-Filser sind in folgenden öffentlichen Sammlungen vertreten: im Wallraf-Richartz-Museum in Köln, im Museum der Stadt Ulm, in der Neuen Pinakothek in München. im Folkwang-Museum in Essen, im Museum Wiesbaden und in der Modernen Galerie in Nürnberg.